# Sarcofago dell'Annona
Il sarcofago dell'Annona è un sarcofago romano della seconda metà del III secolo (280 circa), conservato al Museo nazionale romano, sezione Palazzo Massimo alle Terme, con numero 40799. È alto 0,85 metri e si tratta di un'opera in stile popolare con la raffigurazione simbolica del commercio e la distribuzione del grano.

## Storia e descrizione
La fronte del sarcofago è decorata da otto figure a rilievo sullo sfondo di un parapetasma (tendaggio), con al centro due coniugi che celebrano la dextrarum iunctio al di sopra di un piccolo altare. L'uomo ha la toga contabulata ed è ritratto secondo la maniera stilistica tipica dell'epoca attorno al 280. Anche la pettinatura della donna, è ripresa da quella di Ulpia Severina, moglie di Aureliano, o di Magnia Urbica, moglie di Carino. Alle loro spalle si trova, esattamente al centro, la figura allegorica di Giunone Pronuba, mentre la figura maschile dietro lo sposo sembrerebbe un tipo del Genius Senatus. Ai lati del gruppo centrale si trovano due gruppi di figure più o meno simmetrici: all'estrema sinistra si trova la personificazione di Porto (con un faro nella mano destra e la prora di una nave e onde ai piedi), accanto alla figura con corona turrita di Ostia e recante in mano la tessera annonaria e un timone (forse rappresentante anche la Fortuna Annonaria); a destra si trovano la Fortuna Annonaria (o l'Abundantia, vista la cornucopia), con ai piedi dei modii, e la personificazione dell'Africa, con spighe di grano in mano e spoglie di elefanti in testa (era la provincia frumentaria per eccellenza). 
Le figure simboliche alludono al commercio e la distribuzione del grano, essendo il coniuge praefectus annonae (forse il prefetto sotto Aureliano, Flavio Arabiano); lo stile riprende quello del ventennio precedente (classicismo gallienico), ma il trapano è più usato, con maggiori effetti di chiaroscuro, i corpi sono più tozzi, le teste più squadrate. In questi rilievi la coppia di sposi al centro sembra dare uno dei ritratti più dolorosi e espressivi di questi tempi, indice del clima di angoscia durante la crisi del III secolo.